# 모아나 (2016년 영화)
《모아나》(Moana 또는 Vaiana, Oceania)는 미국에서 2016년 개봉한 3D 컴퓨터 애니메이션 뮤지컬 모험 영화이다. 디즈니의 56번째 애니메이션 작품으로, 론 클레먼츠와 존 머스커가 감독을 맡았다.

## 줄거리
폴리네시아의 어느 섬, 모투누이. 이곳의 주민들은 자연의 여신, 생명의 섬 ‘테 피티’를 숭배하며 살아간다. 오래전, 테 피티는 생명의 힘을 담은 녹색 심장을 통해 바다에 생명을 불어넣었다. 그러나 어느 날, 바람과 바다의 힘을 다루는 반신 ‘마우이’가 인간에게 창조의 힘을 주기 위해 테 피티의 심장을 훔친다. 그 결과, 테 피티는 모습을 잃고 바다에 어둠이 깃들게 된다. 마우이는 불의 괴물 ‘테 카’의 공격을 받아 심장과 마법의 갈고리를 잃고 해저로 사라진다.
천 년이 흐른 뒤, 바다는 추장의 딸 ‘모아나’를 선택해 잃어버린 심장을 되찾게 한다. 그러나 모아나의 부모인 추장 투이와 어머니 시나는 그녀가 바다로 나가는 것을 금지하며 후계자로서의 삶을 준비시킨다. 그러던 중 섬에 병충해가 퍼지고, 물고기 떼는 사라진다. 모아나는 반려 돼지 ‘푸아’와 함께 섬을 넘어 나아가려 하지만 실패하고 조난당한다.
모아나의 할머니 ‘탈라’는 그녀를 비밀 동굴로 데려가 옛 항해자였던 조상들의 이야기를 전한다. 테 피티의 심장이 사라진 후 바다는 더 이상 안전하지 않았고, 그로 인해 항해는 멈추었다는 것이다. 탈라는 모아나에게 심장을 맡기고, 세상을 구할 여정을 떠나라고 당부한다. 탈라는 곧 병으로 쓰러지고, 모아나는 그녀의 유언에 따라 길을 떠난다.
모아나는 지하 해적선에서 몰래 탑승한 닭 ‘헤이헤이’와 함께 항해에 나선다. 그러나 폭풍을 만나 또다시 난파되고, 외딴 섬에서 마우이를 발견한다. 마우이는 자신의 영웅담을 자랑하지만, 모아나의 요구를 무시하고 그녀를 가둔 채 떠나버린다. 탈출한 모아나는 마우이를 설득해 동행하게 만든다.
항해 중, 심장을 노리는 해적 부족 ‘카카모라’의 습격을 받지만 기지를 발휘해 위기를 모면한다. 모아나는 마우이에게 과거의 실수를 바로잡아야 한다고 설득하고, 마우이는 이를 받아들인다. 그러나 그는 먼저 자신의 마법 갈고리를 되찾아야 한다. 둘은 괴물의 세계 '랄로타이'로 가서 괴게 ‘타마토아’와 대치한다. 마우이는 갈고리를 되찾지만 능력을 제대로 다루지 못하고, 모아나의 기지 덕분에 탈출에 성공한다.
마우이는 자신의 과거를 털어놓는다. 그는 인간 부모에게 버려졌고, 신들이 그를 불쌍히 여겨 힘을 주었다. 모아나는 그를 위로하며 항해술을 배우고, 둘은 점차 믿음을 쌓는다.
마침내 둘은 테 피티의 섬에 도착하지만, 테 카의 공격을 받는다. 전투 끝에 마우이의 갈고리는 다시 손상되고, 마우이는 모아나를 떠나버린다. 절망에 빠진 모아나는 바다에게 다른 사람을 찾아달라고 부탁하지만, 탈라의 영혼이 나타나 그녀에게 자신의 운명을 받아들이라 말한다. 용기를 되찾은 모아나는 다시 심장을 들고 섬으로 향한다.
마우이는 마음을 바꿔 돌아오고, 모아나를 돕기 위해 테 카와 맞선다. 그는 갈고리를 잃는 대가를 치르며 시간을 번다. 모아나는 테 피티가 존재하지 않음을 이상하게 여기고, 곧 테 카가 심장을 잃고 타락한 테 피티임을 깨닫는다. 바다는 길을 열어주고, 모아나는 조심스럽게 심장을 되돌려준다. 테 피티는 본래의 모습을 되찾고, 바다와 섬은 다시 생명을 되찾는다.
마우이는 자신의 잘못을 사과하고, 테 피티는 그의 갈고리와 모아나의 배를 고쳐준 뒤 섬이 되어 잠든다. 모아나는 고향으로 돌아가 부모와 재회하고, 선대 추장들이 쌓은 돌탑 위에 조개껍데기를 얹으며 새로운 추장이자 항해자로서의 길을 시작한다. 사람들은 다시금 바다로 나아가고, 마우이는 그 길을 함께한다.

## 배역
- 아울리 크러발리오 - 모아나 와이알리키
  - 루이즈 부시 - 어린 모아나 노래
- 드웨인 존슨 - 마우이
- 레이철 하우스 - 탈라 할머니
- 테뮤라 모리슨 - 투이 와이알리키 족장
  - 크리스토퍼 잭슨 - 투이 노래
- 니콜 셰르징거 - 시나 와이알리키
- 저메인 클레멘트 - 타마토아
- 앨런 튜딕 - 헤이헤이
- 오스카 카이틀리 - 어부

### 한국어 성우진
- 김수연(뮤지컬 배우) - 모아나 와이알리키
- 정시하(아역) - 어린 모아나 와이알리키
- 소향(노래) - 모아나 노래
- 이장원 - 마우이
- 송용태 - 투이 와이알리키
- 이용신 - 시나 와이알리키
- 이정열 - 타마토아
- 정영주 - 탈라
- 서문석 - 라질로
- 엄상현 - 마을 사람
- 윤세웅 - 마을 사람
- 홍진욱 - 마을 사람
- 정현경 - 마을 사람
- 양유진 - 마을 사람

## 우리말 제작
- 한국어 제작 : Disney Charater Voices International,Inc.

## 제공
- 수입/배급 : 월트디즈니컴퍼니코리아 유한책임회사
- 제작 : 월트 디즈니 픽처스/월트 디즈니 애니메이션 스튜디오

## 같이 보기
- 폴리네시아인
- 오스트로네시아족